# Leptactina angolensis
Leptactina angolensis là một loài thực vật có hoa trong họ Thiến thảo. Loài này được (Hutch.) Bullock ex I.Nogueira mô tả khoa học đầu tiên năm 1977.